# Akito Takagi
Akito Takagi (født 4. august 1997) er en japansk fodboldspiller, som spiller for den japanske fodboldklub Gamba Osaka.